# Justynian (patriarcha Rumunii)
Justynian, imię świeckie Ioan Marina (ur. 2 lutego 1901 w Șuești, okręg Vâlcea, zm. 26 marca 1977 w Bukareszcie) – prawosławny patriarcha Rumunii w latach 1948–1977.

## Życiorys

### Młodość i służba kapłańska
Pochodził z ubogiej rodziny chłopskiej. W 1915 rozpoczął naukę w seminarium św. Mikołaja w Râmnicu Vâlcea. Ukończył je w 1923, w tym samym roku uzyskał dyplom nauczyciela, w szkole pedagogicznej, działającej w tym samym mieście. 1 września 1923 rozpoczął pracę jako nauczyciel w szkole powszechnej w Olteanca (okręg Vâlcea), rok później został przeniesiony do szkoły powszechnej w Băbeni.
Po uzyskaniu święceń kapłańskich w 1925 rozpoczął studia na wydziale teologicznym Uniwersytetu w Bukareszcie, które zakończył licencjatem w 1929. Jego wiedzę docenił biskup Bartłomiej, metropolita Râmnic, który w 1932 wybrał ks. Marinę na stanowisko nowego dyrektora seminarium teologicznego w Râmnicu Vâlcea. Został też przypisany do katedry św. Mikołaja, działającej w mieście.
W 1933 został na własną prośbę przeniesiony do Sfantu Gheorghe, niewielkiej parafii w pobliżu Râmnicu Vâlcea, dwa lata później został kapelanem lokalnej organizacji skautowskiej. W sierpniu 1939 został skierowany do wydawnictwa diecezjalnego, którym zarządzał na tyle umiejętnie, że udało mu się je oddłużyć i w 1940 pozostawić w doskonałej kondycji finansowej. Doceniając jego umiejętności władze diecezji obdarzyły go tytułem iconom stravrofor (z prawem noszenia czerwonego pasa), został też wybrany do rady centralnej stowarzyszenia, grupującego rumuńskich księży prawosławnych.
Na jego dalszych losach zaważył fakt, który miał miejsce w 1944. Jeden z przywódców Rumuńskiej Partii Komunistycznej – Gheorghe Gheorghiu-Dej po ucieczce z obozu internowanych w Târgu Jiu ukrył się na terenie parafii w Sfantu Gheorghe, dzięki pomocy ks. Ioana Mariny. Przychylność ze strony Deja stała się dla przyszłego patriarchy czynnikiem budującym jego pozycję w kręgu hierarchii duchownej.

### Biskup
W lipcu 1945 na prośbę schorowanego metropolity Mołdawii Ireneusza, Święty Synod nominował Ioana Marinę na biskupa pomocniczego metropolii Mołdawii i Suczawy. 11 sierpnia 1945 w klasztorze Cetățuia w Jassach Marina złożył śluby zakonne, przyjmując imię zakonne Justynian. Dzień później został konsekrowany na biskupa w katedrze metropolitalnej w Jassach.
W związku z chorobą metropolity Ireneusza, która uniemożliwiła mu dalsze wykonywanie obowiązków w sierpniu 1947 patriarcha Rumunii Nikodem mianował biskupa Justyniana locum tenens metropolii mołdawskiej. 19 listopada 1947 Synod Rumuńskiego Kościoła Prawosławnego wybrał go na nowego arcybiskupa Jass i metropolitę Mołdawii. Zasługą hierarchy było uporządkowanie spraw gospodarczych diecezji, a także odbudowa świątyń, zniszczonych w czasie działań wojennych. Okresem szczególnie intensywnej działalności metropolity był przełom 1946/1947, kiedy Mołdawia doświadczyła klęski głodu. Pomoc charytatywna dla sierot, wdów, a także dla najuboższych klasztorów stała się głównym zadaniem, realizowanym przez struktury podległe metropolicie.

### Patriarcha Rumunii
Po śmierci patriarchy Nikodema (27 lutego 1948), po trzech miesiącach zebrał się w Bukareszcie Synod Rumuńskiego Kościoła Prawosławnego, który wybrał metropolitę Justyniana arcybiskupem Bukaresztu, metropolitą Wołoszczyzny i patriarchą Rumunii. Ceremonia inwestytury odbyła się 6 czerwca 1948 w budynku parlamentu, a następnie w stołecznej cerkwi św. Spirydona.
Jednym z najbardziej kontrowersyjnych działań nowego patriarchy było wezwanie rumuńskich grekokatolików, aby ci zerwali więzi z Rzymem i powrócili na łono Rumuńskiego Kościoła Prawosławnego. 1 października 1948 37 księży greckokatolickich zebrało się w gimnazjum w Cluj i podpisało deklarację o powrocie, wypowiadając posłuszeństwo Rzymowi. Duchowni, którzy nie aprobowali tej deklaracji byli represjonowani. W 1953 co najmniej 300 duchownych znajdowało się w obozach pracy. W tym samym roku patriarcha Justynian został odznaczony Gwiazdą Republiki 1 klasy.
Lojalność wobec władz komunistycznych i poparcie dla ich polityki pozwoliła patriarsze na względną swobodę działania w sprawach duszpasterskich i organizacyjnych. Justynian próbował pogodzić koncepcje marksistowskie z teologią prawosławną, przyzwalał na posługiwanie się symbolami religijnymi przez władze.
Od października 1948 Kościół rumuński działał według nowego statutu i był zorganizowany w pięć metropolii i 13 diecezji (w tym dwie dla diaspory). W okresie rządów Justyniana zbudowano 302 nowe świątynie, ponad 900 odrestaurowano. W Dealu powstał dom opieki dla duchownych w podeszłym wieku, podobny dom dla zakonnic i wdów po duchownych zbudowano w Viforâta. W 1948 zreorganizowano system edukacji teologicznej – oprócz dwóch instytutów teologicznych (Bukareszt i Sybin), działało sześć seminariów teologicznych.
Z poparciem władz Kościół rumuński rozwinął współpracę z Kościołami działającymi w innych krajach komunistycznych, a także w poszczególnych republikach ZSRR. W latach 70. współpracę rozszerzono także na inne obszary, nawiązując współpracę z Greckim Kościołem Prawosławnym i Patriarchatem Ekumenicznym w Konstantynopolu. Od 1961 Kościół rumuński wznowił swoją działalność w obrębie Światowej Rady Kościołów.
Patriarcha Justynian zmarł po długiej chorobie 26 marca 1977 i został pochowany w monasterze Wojewody Radu.

## Życie prywatne
W październiku 1924 w Băbeni poślubił córkę miejscowego duchownego – Lucrețię Popescu. Owdowiał 18 listopada 1935. Miał dwoje dzieci – córkę Silvię i syna Ovidiu, które sam wychowywał.